# Värtans station

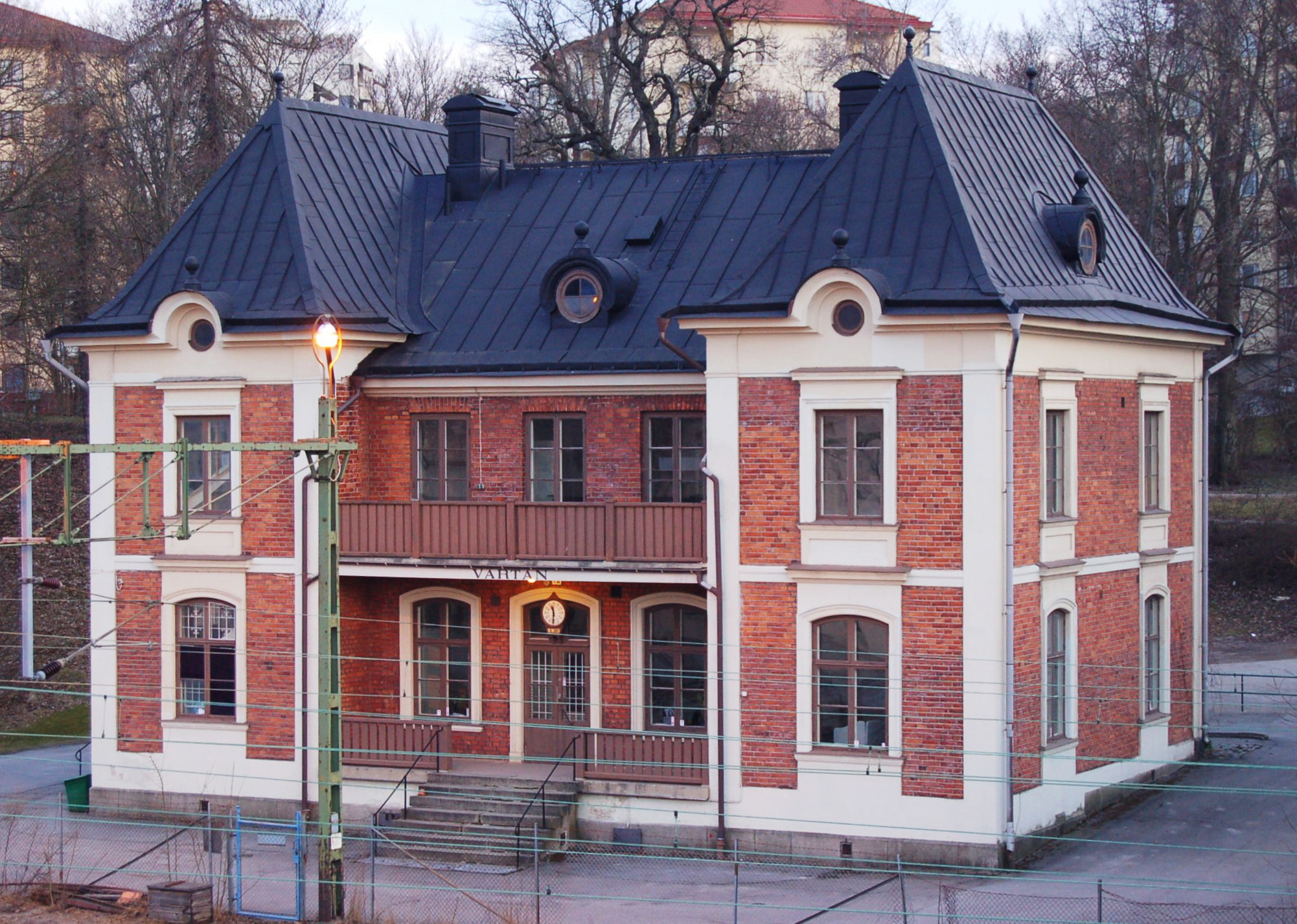
Värtans stationshus 2006.

Värtans stationshus uppfördes 1882 efter ritningar av Statens Järnvägars arkitektkontors chefsarkitekt Adolf Wilhelm Edelsvärd. Fastigheten är blåmärkt av Stadsmuseet i Stockholm, vilket är det starkaste skyddet och innebär "att bebyggelsen bedöms ha synnerligen höga kulturhistoriska värden".

## Historik

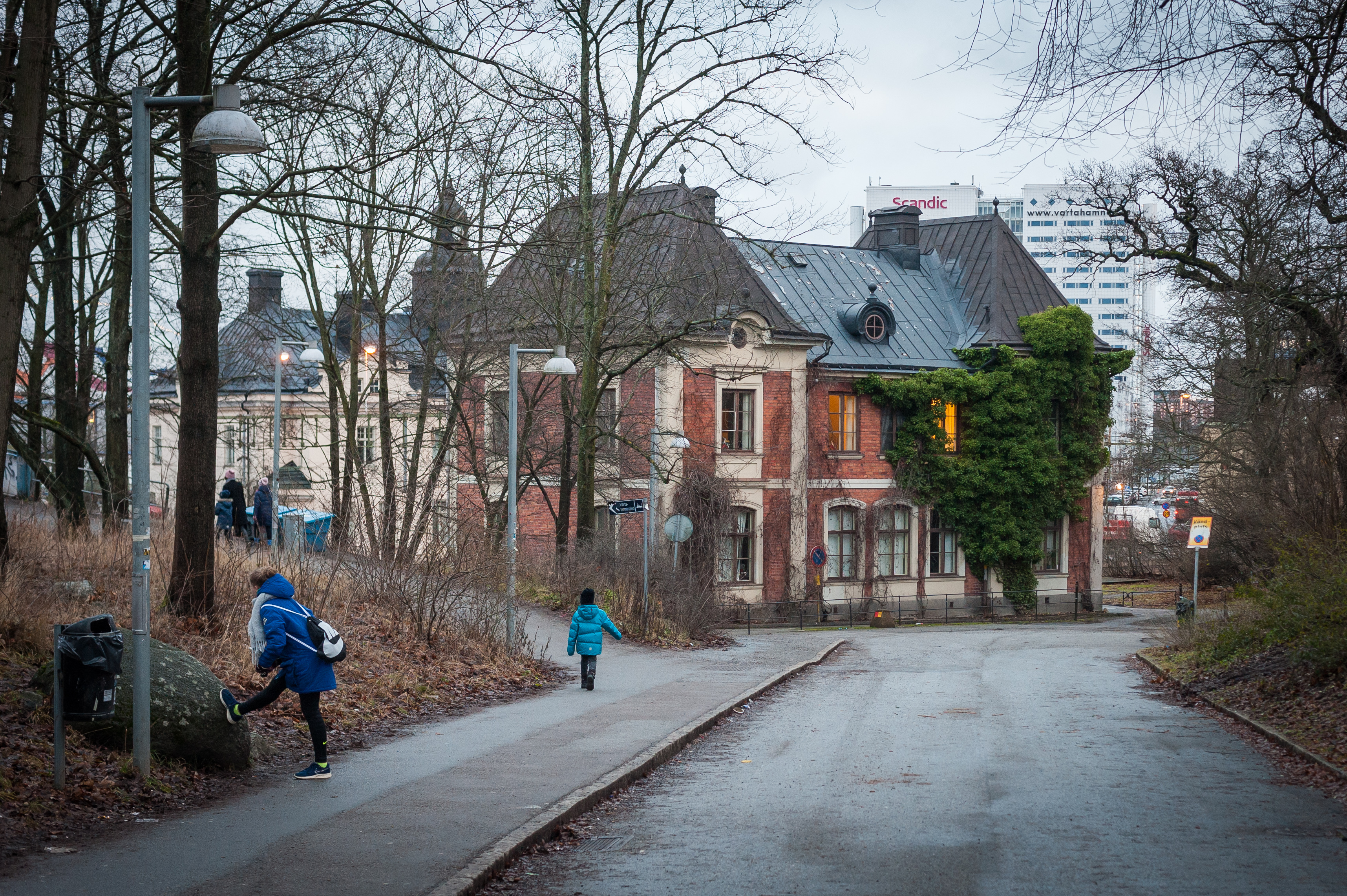
Värtans stationshus 2018.

I begynnelsen var stationshuset inrymt i en liten trävilla ungefär vid nuvarande Sandhamnsplan. Kort efter att Värtabanan invigdes 1882 ersattes villan med det nuvarande stationshuset i tegel.
Stationshuset är ett framstående och välbevarat exempel på svensk järnvägsarkitektur från sent 1800-tal. Byggnaden är uppförd i nyrenässansstil och kännetecknas av sitt röda tegel, ljust putsade hörnlisener och fönsteromfattningar samt byggnadens välbevarade detaljer. Byggnden är idag känd för sin uttrycksfulla och eleganta karaktär och påminner om ett litet franskt vinslott med höga, tornliknade tak. "Värtans station är som ett slott vid Loire" som Jolo skrev i DN 1968-03-03. Entrén till biljetthallen är indragen under andra våningens balkong. I bottenvåningen fanns stora väntsalen, separat väntsal för klass 1 med egen klosett, en expedition och förvaring för resgods. På stationshusets andra våning hade stinsen en stor våning. Han var också Värtans postmästare.
1913 upphörde persontrafik medan godstrafiken fortsatte fram till 1930-talet. På 1970-talet fungerade stationshuset som postkontor. Övervåningen fungerade som bostad fram till 2001 och Svenska Järnvägsklubben huserade en period i huset. Efter 2001 användes fastigheten som kontor innan det bedrevs skolverksamhet i byggnaden 2020-2023. Idag är Värtans stationshus privatbostad. På motsatt sida järnvägen återfinns Tull- och hamnkontorets byggnad. Sedan maj 2000 är fastigheten ett lagskyddat byggnadsminne.